# Dantchiao
Dantchiao este o comună rurală din departamentul Magaria, regiunea Zinder, Niger, cu o populație de 41.430 de locuitori (2001).